# Province du Tamarugal
La province du Tamarugal (en espagnol : Provincia del Tamarugal) est une province du Chili qui fait partie de la région de Tarapacá, dont la capitale est Pozo Almonte.

## Géographie
La province s'étend sur 39 390,5 km2 et occupe la plus grande partie du territoire de la région de Tarapacá dans le nord du Chili. Bordée par la côte de l'océan Pacifique au nord-ouest, elle est limitrophe des provinces d'Arica au nord, de Parinacota au nord-est, d'Iquique à l'ouest, d'El Loa et Tocopilla au sud. Elle est enfin frontalière de la Bolivie à l'est.

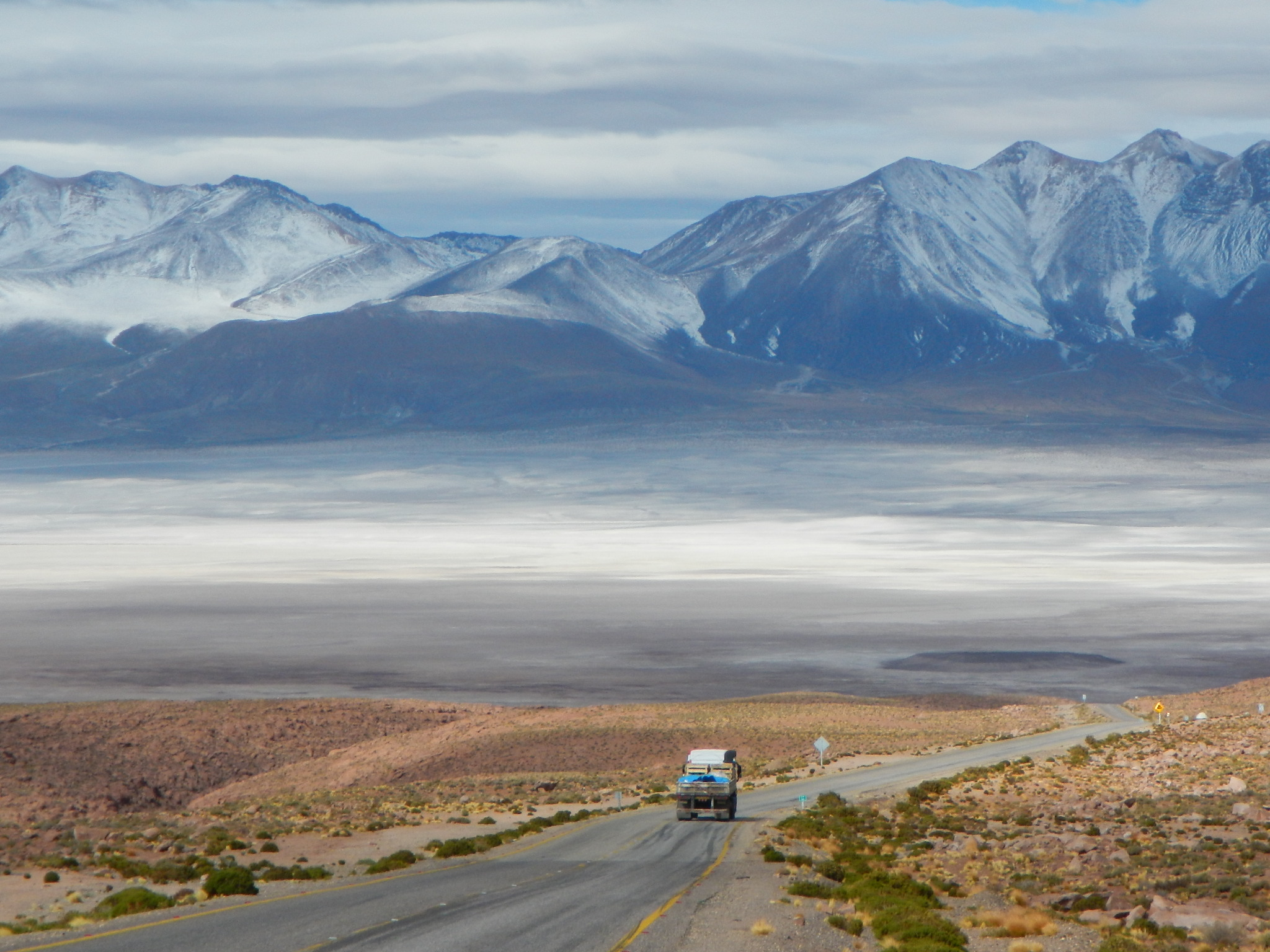
Salar de Coposa

### Communes
La province est subdivisée en 5 communes  :
- Camiña
- Colchane
- Huara
- Pica
- Pozo Almonte

## Histoire
La province est créée le 8 octobre 2007 par une loi du 23 mars précédent en divisant la province d'Iquique en deux.

## Administration
La province est dirigée par un gouverneur, puis un délégué présidentiel provincial depuis 2021, nommé par le président du Chili.